# Andries P. Staalman
Andries Popke Staalman (1858-1938) var grundare, partiledare och parlamentariker för det Kristdemokratiska Partiet i Nederländerna.
Staalman föddes i Hellevoetsluis den 2 november 1858, som son till segelmakaren Gerrit Staalman och Catharina Jannetje Vosseveld. 
Den 19 mars 1885 gifte Andries sig med Elisabeth Federman, med vilken han fick sex döttrar och tre söner.
Mellan 1894 och 1901 representerade han det Antirevolutionära Partiet (ARP) i det nederländska parlamentets andra kammare. Staalman tillhörde ARP:s vänsterflygel och förespråkade ökat statligt ägande och allmän rösträtt.
1901 återvaldes Staalman som parlamentariker men han lämnade snart ARP:s riksdagsgrupp i protest mot den konservativa politik som regeringen Kuyper kom att föra.
Han satt istället som oberoende parlamentsledamot och bildade tidningen De Christen-Democraat 1902.
Innan de allmänna valen 1905 grundade Staalman det Kristdemokratiska Partiet vars partiledare han var fram till 1925.
I såväl valet 1905 som de närmast följande misslyckades partiet med att uppnå representation i parlamentet men Staalman satt dock med i kommunfullmäktige i Den Helder fram till 1911.
1917 förlorade Staalman knappt kampen om mandatet i valkretsen mot Pieter Oud men året därpå lyckades han ta plats i parlamentet.
På grund av förändrade valregler lyckades Kristdemokratiska Partiet aldrig återväljas i parlamentet och 1925 upplöste Staalman partiet för att istället bli toppkandidat för Kristdemokratiska Förbundet.
Död i Driebergen-Rijsenburg, den 6 mars 1938.